# Nischnjaja Maktama
Nischnjaja Maktama (russisch Ни́жняя Мактама́; tatarisch Түбән Мактама, Tübän Maqtama) ist eine Siedlung städtischen Typs in der Republik Tatarstan in Russland mit 9924 Einwohnern (Stand 14. Oktober 2010).

## Geographie
Der Ort liegt gut 230 km Luftlinie südöstlich der Republikhauptstadt Kasan unweit des linken Ufers des linken Kama-Nebenflusses Stepnoi Sai, bei der Einmündung des Flüsschens Maktaminka.
Nischnjaja Maktama gehört zum Rajons Almetjewski. Die Siedlung befindet sich knapp 10 km südöstlich des Zentrums des Rajonverwaltungszentrums Almetjewsk und ist Sitz der Stadtgemeinde (gorodskoje posselenije) Possjolok Nischnjaja Maktama, zu der außerdem das etwa 2,5 km nordwestlich der Ortsmitte gelegene Dorf Tichonowo gehört.

## Geschichte
Ein Dorf an der Mündung der Maktaminka (oder auch Maktama) wurde erstmals 1746 urkundlich erwähnt; der Ortsname bezieht sich auf die Lage am Fluss („Nieder-Maktama“), im Gegensatz zum etwa 5 km südwestlich gelegenen Dorf Werchnjaja Maktama („Ober-Maktama“). Ab 1781 gehörte es zum Ujesd Bugulma, der zunächst Teil der Statthalterschaft Ufa war, 1796 dem Gouvernement Orenburg und schließlich 1851 dem neugebildeten Gouvernement Samara zugeordnet wurde.
1920 kam Nischnjaja Maktama zum Kanton Bugulma der neu gebildeten Tatarischen ASSR und mit Einführung der Rajongliederung 1930 zum Almetjewski rajon. Einen Aufschwung nahm der Ort, nachdem Anfang der 1950er-Jahre in der Umgebung Erdölvorkommen entdeckt worden waren. Südlich des Ortes wurde ab 1953 eine Erdöl- und Erdgasraffinerie (heute Tatneftegaspererabotka, Abkürzung für „Tatarische Erdöl- und Erdgasverarbeitung“) errichtet, und 1966 erhielt Nischnjaja Maktama den Status einer Siedlung städtischen Typs.

### Bevölkerungsentwicklung
| Jahr | Einwohner |
| ---- | --------- |
| 1897 | 1.272     |
| 1970 | 6.704     |
| 1979 | 6.366     |
| 1989 | 7.415     |
| 2002 | 10.580    |
| 2010 | 9.924     |

Anmerkung: Volkszählungsdaten

## Verkehr
Am südlichen Ortsrand beginnt die südliche und westliche Umfahrung der Stadt Almetjewsk im Verlauf der föderalen Fernstraße R239 von Kasan nach Orenburg. Gut 10 km westlich des Ortes befindet sich die nächstgelegene Bahnstation Minnibajewo an der Strecke Agrys – Bugulma. Vom nächsten in nordwestlicher Richtung an dieser Strecke gelegenen Bahnhof Kulscharipowo führt eine Güteranschlussstrecke zur Raffinerie und weiteren Unternehmen bei Nischnjaja Maktama.
Nischnjaja Maktama ist seit dessen Eröffnung am 13. Januar 1976 an das Trolleybusnetz von Almetjewsk angeschlossen; in der Siedlung befindet sich das Depot des Betriebes.